# Manfred Berz
Manfred Berz (* 13. April 1938) ist ein ehemaliger deutscher Fußballspieler, der von 1958 bis 1965 für den FC Schalke 04 in der Oberliga West sowie in der Bundesliga 79 Pflichtspiele absolviert und dabei 33 Tore erzielt hat.

## Laufbahn

### Schalke, bis 1965
Der technisch herausragende Halbstürmer der A-Jugend des VfL Resse 08, Manfred Berz, wurde vom DFB im Jahr 1956 in die deutsche Jugendnationalmannschaft berufen. Er nahm mit der DFB-Elf am UEFA-Juniorenturnier in Ungarn teil. In den drei Gruppenspielen Ende März 1956 gegen Ungarn (0:0), Bulgarien (1:0) und England (1:2) agierte der Techniker jeweils im deutschen Angriff auf Halblinks. Mitspieler im Angriff waren Werner Olk und Reinhold Wischnowsky. Zur Runde 1958/59 unterschrieb der talentierte Offensivspieler aus dem Gelsenkirchener Stadtteil Resse einen Vertrag beim Westoberligisten Schalke 04, der gerade im Mai seinen siebten deutschen Meistertitel errungen hatte.
Unter dem österreichischen Trainer Eduard Frühwirth kam er am 22. Februar 1959 beim Heimspiel gegen Borussia Dortmund zu seinem Debüt in der Oberliga. Er bildete zusammen mit Willi Koslowski, Hans Nowak, Willi Soya und Bernhard Klodt den Angriff der „Königsblauen“. Schalke konnte aber in keiner Form an die Leistung aus dem Meisterjahr anknüpfen und schloss die Runde sogar mit einem negativen Punktekonto von 27:33 Zählern auf dem enttäuschenden elften Rang ab. Frühwirth ging und mit Nándor Lengyel kam ein neuer Trainer in die Glückauf-Kampfbahn. Für den Nachwuchsspieler Berz wurde es aber auch in seiner zweiten Runde auf Schalke nicht besser. Nach zwei Saisons hatte er sechs Einsätze und zwei Tore vorzuweisen und von einer Annäherung an die Stammbesetzung konnte keine Rede sein.
Als im Sommer 1960 von Aschaffenburg mit Stopper Egon Horst und aus Günnigfeld der Außenläufer Willi Schulz den Schalker Kader verstärkten, spielte sich urplötzlich der Techniker Manfred Berz in die Stammelf der „Knappen“. Am Rundenende 1960/61 belegte Schalke den dritten Rang und Berz hatte in 21 Einsätzen 13 Tore erzielt. Gemeinsam mit Waldemar Gerhardt führte er damit die Torschützenliste der Schalker an. Zur Vizemeisterschaft im Westen in der Runde 1961/62 trug Berz mit vierzehn Einsätzen und neun Toren bei. In der Endrunde um die deutsche Meisterschaft kam er im Weltmeisterschaftssommer 1962 aber nicht zum Einsatz. Sein letztes Oberligaspiel absolvierte er am 10. April 1963 bei der 0:1-Niederlage bei TSV Marl-Hüls, als er sich im Mittelfeld mit deren talentierten Seitenläufer Heinz van Haaren auseinanderzusetzen hatte. Insgesamt stehen für Berz von 1958 bis 1963 in der Oberliga West 49 Spiele mit 25 Toren zu Buche.
In der neuen Fußball-Bundesliga debütierte er 1963/64 unter Trainer Georg Gawliczek am 31. August 1963 beim Auswärtsspiel gegen den 1. FC Kaiserslautern. Schalke gewann auf dem Betzenberg gegen die vom Ex-Schalker Günter Brocker trainierten „Roten Teufel“ mit 3:2 Toren und Berz hatte sich als zweifacher Torschütze ausgezeichnet. Im Debütjahr der Bundesliga absolvierte er 24 Spiele und erzielte acht Tore. Damit gehörte er der Stammbesetzung an, die mit Reinhard Libuda, Waldemar Gerhardt, Willi Koslowski, Klaus Matischak und Günter Herrmann in der Offensive ausgezeichnet besetzt war. Als mit Fritz Langner ein ausgewiesener „harter Trainer“ 1964/65 das sportliche Zepter schwang, ging dem Edeltechniker die Lust verloren und es kamen für ihn lediglich noch sechs weitere Bundesligaeinsätze hinzu. Schalke beendete die Runde als Tabellenschlusslicht und Berz nahm Abschied vom Revier und unterschrieb beim Südregionalligisten 1. FC Schweinfurt 05 einen Vertrag zur Runde 1965/66.

### Regionalligafußball, 1965 bis 1968
Mit dem 15. der Runde 1964/65 feierte Berz im Weltmeisterschaftsjahr 1966 überraschend die Meisterschaft in der Regionalliga Süd vor dem härtesten Konkurrenten um den Titel, Kickers Offenbach. In nur einem der 34 Ligaspiele war der Mann aus Schalke nicht für Schweinfurt am Ball gewesen und erzielte als Halbstürmer noch zwölf Tore. Trainer Gunther Baumann hatte die Mannschaft zu diesem Erfolg geführt und die weiteren Offensivspieler Kurt Dachlauer, Günter Masurek, Manfred Rühr und Rolf Schweighöfer waren Garanten für die Treffer zum Einzug in die Bundesligaaufstiegsrunde. Dort traf Berz in drei Spielen zwei Mal in das gegnerische Tor. Gegen Rot-Weiss Essen, FC St. Pauli und den 1. FC Saarbrücken konnten sich die Unterfranken aber nicht durchsetzen und landeten auf dem vierten Gruppenplatz.
Saarbrücken hatte Kontakt zu Berz aufgenommen und er spielte ab der Runde 1966/67 in der saarländischen Landeshauptstadt beim 1. FC Saarbrücken in der Fußball-Regionalliga Südwest. Er bildete mit Rechtsaußen Walter Gawletta den rechten Flügel und holte sich mit dem 1. FC hinter Borussia Neunkirchen die Vizemeisterschaft im Südwesten. In 23 Spielen hatte er sechs Tore erzielt, Mittelstürmer Emil Poklitar führte mit 19 Treffern die interne Torschützenliste an. In der Bundesligaaufstiegsrunde war er in der Gruppe zwei gegen die Konkurrenz Alemannia Aachen, Kickers Offenbach, Göttingen 05 und Tennis Borussia Berlin in allen acht Spielen für den Südwest-Vizemeister im Einsatz. Trotz der weiteren Mitspieler Manfred Gärtner, Anton Burghardt, Harald Diener, Wolfgang Seel, Horst Schauß und Karl-Heinz Vogt konnte der Aufstieg nicht realisiert werden. Zwar feierte Saarbrücken Erfolge mit einem 4:3 in Offenbach und einem 3:0-Heimerfolg am 21. Juni 1967 gegen den Aufsteiger Alemannia Aachen, aber drei Minuspunkte gegen Tennis Borussia Berlin und deren zwei gegen Göttingen waren einfach zu viel. Im zweiten Jahr, 1967/68: 22 Spiele – zehn Tore, belegte er mit Saarbrücken den fünften Rang in der Südwestliga und beendete im Sommer 1968 seine höherklassige Laufbahn. Insgesamt werden für ihn in den Regionalligen Süd und Südwest 78 Spiele mit 28 Toren notiert.